# 1981 у літературі

## Нагороди
- Нобелівська премія з літератури: Еліас Канетті, "за оповідання, які були відзначені широким кругозором, багатством ідей і художньою силою"
- Букерівська премія: Салман Рушді, «Діти півночі»
- Премія Неб'юла за найкращий роман: Джин Вулф, «Клешня миротворця»
- Премія Неб'юла за найкращу повість: Пол Андерсон, «Сатурнійські ігри»
- Премія Неб'юла за найкраще оповідання: Ліса Таттл, «Кісткова флейта»
- Премія Г'юґо за найкращу повість: Ґордон Діксон, «Загублені дорсаї»

## Народились
- 6 вересня — Марьяна Гапоненко, німецькомовна письменниця.

## Померли
- Помер російський письменник, поет та режисер Євген Харитонов.
- 1 квітня — Агнія Львівна Барто, радянська поетеса (народилася в 1906).
- 12 липня — Борис Миколайович Польовий, радянський письменник (народився в 1908).
- 2 жовтня — Павло Пилипович Нілін, радянський письменник, кінодраматург (народився в 1908).
- 18 жовтня — Альфред Гонг, австрійсько-американський поет, прозаїк, літературний критик і журналіст.